# Данлап, Адель
Адель Данлап (англ. Adele Dunlap; 12 декабря 1902, Ньюарк — 5 февраля 2017, там же) — американская долгожительница.
Адель Данлап родилась в начале XX века и умерла в 10-х годах XXI века. За свою более чем долгую жизнь она стала свидетелем трёх мировых войн, считая «Холодную войну», прихода к власти 20 американских президентов и многих других важнейших событий в истории США и мира. Сама она часто убавляла свой возраст, так, в 2016 году в телевизионных интервью Данлап утверждала, что ей всего 104 года.
Недолго поработав учительницей в школе, Данлап вышла замуж и, родив троих детей, посвятила свою жизнь семье. Её муж работал в страховой компании и умер в 1963 году.
Самой старой американкой Адель Данлап стала в июле 2016 года после смерти 113-летней Голди Михельсон из Вустера (штат Массачусетс) и была ею чуть больше полугода. 5 февраля 2017 года Данлап скончалась в больнице возле города Флемингтон (штат Нью-Джерси) в возрасте 114 лет. После её смерти старейшей жительницей США стала 113-летняя Делфин Гибсон из штата Пенсильвания.
По заверениям Адель Данлап, она не знает секрета своего долголетия. По её словам она никогда не занималась спортом. Сын Адель, Эрл Данлап рассказывал журналистам, что его мать никогда не была ни толстой, ни очень худой, ела всё что хотела, бросила курить только после первого сердечного приступа у мужа, могла иногда выпить мартини. На вопрос о том, как она себя чувствует в роли самой старой американки, Данлап сказала: «Я не чувствую никакой разницы».